# Абруццо, Лацио и Молизе
Абруццо, Лацио и Молизе (итал. Parco nazionale d'Abruzzo, Lazio e Molise) — национальный парк в Италии. Также известен под своим первым названием национальный парк Абруццо, часто употребляемым и поныне. Старейший природный резерват в Апеннинах.

## История
Сегодня площадь парка составляет 496,80 км². Парк был образован в 1922 году благодаря политику и экологу Эрминио Сипари, который стал его управляющим и руководил до 1933 года. Территория расширялась, но парк был упразднён фашистским правительством, а восстановлен лишь в 1950 году.

## География
Бо́льшая часть парка находится в провинции Л’Акуила, небольшие территории административно относятся к провинциям Фрозиноне и Изерния. Таким образом, расположен национальный парк сразу в трёх регионах: Абруцци, Лацио и Молизе. Штаб-квартира находится в коммуне Пескассероли.

## Описание
Национальный парк включает в себя три горных массива, крупнейший — Монти-делла-Мета (2249 м). Здесь находятся истоки реки Сангро, множество горных озёр.

## Флора и фауна
В парке расположены изолированные ареалы апеннинского бурого медведя и итальянского волка. Несмотря на охранные меры, наблюдается снижение их популяций. Также в парке водятся обыкновенная рысь, благородный олень, европейская косуля, пиренейская серна, куницы, обыкновенная лисица, корсиканский и заяц-русак, ласка, обыкновенная белка, обыкновенный ёж, европейский крот. После 1950 года были интродуцированы хохлатый дикобраз и кабан. Из птиц обитают беркут, ястреб-тетеревятник, сапсан, обыкновенная пустельга, совы, дятлы, снежный вьюрок, горная трясогузка, клушица.
Флора представлена более чем двумя тысячами видов, включая грибы, мхи и лишайники. На высотах 900—1800 м преобладает бук. Также распространены сосна горная, сосна чёрная и берёза повислая.